# Stolica (csúcs)
A Stolica (Sztolica) a Sztolica-hegység, és egyben az azt magában foglaló Gömör–Szepesi-érchegység legmagasabb, 1476 (máshol 1477) méteres csúcsa, Szlovákiában. Korábbi elnevezése még: Stolicsna. Metamorf kőzetekből és gránitból épül fel. Közvetlenül a hegytető alatti tisztás szélén, az észak-keleti oldalon ered a Sajó. A magassági pontnál nem, de itt már élvezhetjük a kilátást a Magas-Tátra felé. A csúcs a Murányi-fennsík Nemzeti Park részét képezi, a gerincen minden irányból vezet fel rá jelzett turistaút. A hegytetőt tisztásokkal tarkított fenyves borítja. Aljnövényzetként nagy területen jelenik meg az áfonya, nedvesebb részeken vastag mohaszőnyeg. A csúcs alatti területekre korábban összefüggő erdő volt jellemző, az utóbbi időkben azonban az időjárás viszontagságai miatt ez nagyrészt megsemmisült. A hegyen fenyőszajkóval, keresztes viperával, és barnamedvével is találkozhatunk.
- Kilátás a Stolicáról az Alacsony- és a Magas-Tátrára